# Cavalli si nasce
Pour plus de détails, voir Fiche technique et Distribution.
Cavalli si nasce est une comédie italienne écrite et réalisée par Sergio Staino et sortie en 1989. Le film a remporté le Ruban d'argent de la meilleure musique de film.  

## Fiche technique
- Titre original : Cavalli si nasce
- Réalisation : Sergio Staino
- Scénario : Sergio Staino
- Photographie : Camillo Bazzoni
- Montage : Nino Baragli
- Musique : Eugenio Bennato, Carlo D'Angiò (it)
- Costumes : Lina Nerli Taviani
- Pays d'origine : Italie
- Langue originale : italien
- Format : couleur
- Genre : comédie
- Durée : 102 minutes
- Dates de sortie :
  - Italie : 3 février 1989

## Distribution
- Paolo Hendel  : Paolo Torelli
- David Riondino  : Marchese Ottavio de' Pazzi
- Vincent Gardenia  : Il Principe
- Delia Boccardo  : La Baronessa
- Giacomo Marramao  : Padre Giacomo
- Pietra Montecorvino  : Carola
- Franca D'Amato  : Aspasia
- Riccardo Pangallo  : Alfonso
- Paco Reconti  : Paco
- Franco Angrisano  : Carmela
- Nicola Pistoia  : Il servo muto
- Bonvi  :
- Roberto Murolo  : Il Menestrello
- Teresa Perintonno  :
- Beniamino Placido :